# Anarchizm feministyczny

Symbol anarchofeminizmu

Anarchizm feministyczny (anarchofeminizm, anarchafeminizm, feminizm anarchistyczny) – nurt anarchizmu, łączący go z feminizmem. Patriarchat i tradycyjne role płciowe postrzega jako formę mimowolnej, przymusowej hierarchii, która powinna być zastąpiona zdecentralizowaną wolną wspólnotą. Uważa on, że konflikt przeciwko patriarchatowi jest zasadniczą częścią walki klas oraz anarchistycznej walki przeciwko państwu oraz kapitalizmowi. Ideologia ta postrzega anarchistyczną walkę jako niezbędny element walki feministycznej oraz vice versa. L. Susan Brown twierdzi, że „jako iż anarchizm jest filozofią polityczną, która przeciwstawia się wszelkim stosunkom władzy, jest on z natury feministyczny”. W przeciwieństwie do powszechnego przekonania i współczesnego kojarzenia nurtu z radykalnym feminizmem, anarchofeminizm nie jest z natury „wojowniczym” poglądem. Jest opisany jako antyautorytarna, antykapitalistyczna i antyopresyjna filozofia, mająca na celu kreację równości pomiędzy wszystkimi płciami. Anarchizm feministyczny postuluje wolność społeczną oraz wyzwolenie kobiet bez konieczności zależności od innych grup i partii.

## Pochodzenie
Michaił Bakunin sprzeciwiał się patriarchatowi i sposobowi w jaki prawo „oddawało kobiety absolutnej dominacji mężczyzn”. Postulował: „takie same prawa powinny przysługiwać mężczyznom i kobietom” aby kobiety mogły być „bardziej niepodległe i posiadały wolną wolę w kształtowaniu swojego sposobu życia”. Bakunin przewidywał koniec patriarchalnego modelu rodziny i „pełną wolność seksualną kobiet”. Z drugiej strony, Pierre-Joseph Proudhon widział rodzinę jako podstawową jednostkę społeczeństwa i jego kodeksu moralności. Uważał, że kobiety były odpowiedzialne za pełnienie swojej roli w tradycyjnym, patriarchalnym modelu rodziny.
Od lat sześćdziesiątych XIX wieku, anarchistyczna radykalna krytyka kapitalizmu i państwa łączyła się z krytyką patriarchatu. Przedstawiciele i przedstawicielki anarchofeminizmu rozpoczęli od reprezentowania poglądu o patriarchalnej dominacji społeczeństwa przez mężczyzn. Autorytarne cechy i wartości – dominacja, agresja i konkurencja – są nieodłączną częścią hierarchicznych cywilizacji i widziane jako „męskie”. W przeciwieństwie, nieautorytarne cechy i wartości – kooperacja, dzielenie się, współczucie i wrażliwość – są widziane jako „żeńskie” i odbiera się im ich wartość. Anarchofeminiści i anarchofeministki udzielają więc poparcia stworzeniu społeczeństwa nieautorytarnego, anarchistycznego społeczeństwa. Tworzenie ustroju o podstawach kooperacji, dzieleniu się i wspólnej pomocy nazywają „feminizacją społeczeństwa”.
Anarchofeminizm powstał wraz z zakończeniem XIX i rozpoczęciem XX wieku wraz z tamtejszymi autorami, autorkami, teorystami i teorystkami takimi jak Emma Goldman, Voltairine de Cleyre oraz Lucy Parsons. Podczas Hiszpańskiej wojny domowej, anarchofeministyczna grupa Wolne Kobiety, połączona z Iberyjska Federacją Anarchistyczną, zorganizowana do bronienia anarchistycznych i feministycznych ideałów. Stirnerowsko-nietzscheańska feministka Federica Montseny utrzymywała „emancypacja kobiet prowadziłaby do szybszej realizacji społecznej rewolucji” i „rewolucja przeciwko seksizmowi musi nadejść przez inteligentne i wojownicze 'przyszłe kobiety'”. W nawiązaniu do jej Nietzscheańskiej pomysłu, kobiety mogą „zrozumieć potrzebę poprawienia swoich własnych ról poprzez sztukę i literaturę”. W Chinach, anarchofeministka He Zhen uważała, że bez wolnych kobiet nie będzie wolnego społeczeństwa.

## Historia
Najbardziej znane anarchofeministki to Emma Goldman, Voltairine de Cleyre, czy pisarka Ursula Le Guin, choć elementów anarchofeminizmu można dopatrzyć się również u jednej z pierwszych feministek – Mary Wollstonecraft.
Wczesne francuskie feministki takie jak Jenny d'Héricourt i Juliette Adam krytykowały mizoginię w anarchizmie Proudhona w roku 1850.
Anarchofeminizm to rodzaj radykalnego feminizmu, który wspiera przekonanie, że patriarchat jest podstawowym problemem w społeczeństwie. Jednak został on sformułowany jako „anarchofeminizm” dopiero w drugiej fali ruchu feministycznego, po 1970 r. Anarcho-feminizm ukazuje patriarchat, jako pierwszą manifestację hierarchii w historii ludzkości, w ten sposób, pierwsza forma przemocy objawiła się w męskiej dominacji nad kobietą. Anarcho-feministki później wywnioskowały, że jeśli feministki są przeciwko patriarchatowi, muszą one być także przeciwko wszelkim formom hierarchii, a zatem należy odrzucić autorytarny charakter państwa i kapitalizmu.
Feministka pierwszej fali Mary Wollstonecraft z początku wspierała proto-anarchistyczne poglądy, za to William Godwin jest często uważany za prekursora myśli anarcho-feministycznej. Podczas gdy większość anarchistów tego okresu nie traktowała tych pomysłów poważnie, inni, tacy jak Florence Finch Kelly i Moses Harman, podtrzymywali równość płci jako temat o istotnym znaczeniu. Anarcho-feminizm zdobywał szerszą uwagę dzięki pracom pisarzy i teoretyków początku XX wieku, w tym Emmy Goldman i Voltairine de Cleyre. W hiszpańskiej wojnie domowej anarcho-feministyczna grupa Wolne Kobiety (Mujeres Libres), zorganizowała się w celu obrony obu idei: feministycznych i anarchistycznych.

### Virginia Bolten iLa Voz de la Mujer

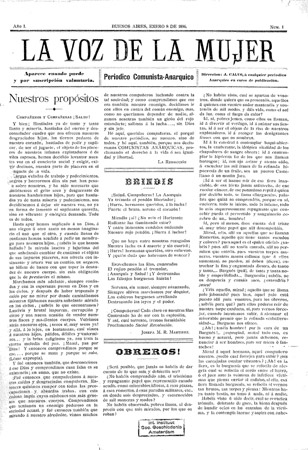
Strona tytułowa La Voz de la Mujer

Argentynka Virginia Bolten jest odpowiedzialna za wydawanie gazety pt. „La Voz de la Mujer” (polski: „Głos kobiety”), publikowanej 9 razy między 8 stycznia 1896 r. a 1 stycznia 1897 r. w Rosario, i reaktywowanej na krótko w 1901 r. Podobna publikacja o takiej samej nazwie była później publikowana w Montevideo, co sugeruje, że Bolten prawdopodobnie założyła i redagowała ją po swojej deportacji. La Voz de la Mujer opisuje siebie jako „poświęcony postępowi komunizmu anarchistycznego”. Jego motyw przewodni to wielorakość natur opresji kobiet. Artykuł wstępny zapewnia: „Wierzymy, że w społeczeństwie współczesnym, nic i nikt nie jest w bardziej mizernej sytuacji od niefortunnych kobiet”. Mówi, że kobiety są podwójnie uciśnione: poprzez burżuazyjne społeczeństwo i mężczyzn. Te idee są widoczne w ataku na małżeństwa i męskiej dominacji nad kobietą. Autorzy La Voz de la Mujer, anarchistyczne feministki i anarchistyczny feminiści, rozwinęli idee ucisku skupionego na płci. Uważali małżeństwo jako burżuazyjny związek, który ogranicza wolność kobiety, włącznie z wolnością seksualną. Widzieli oni wchodzenie w związek małżeński bez miłości, wierność zapewnioną przez strach (a nie pożądanie) oraz ucisk ze strony nienawidzonych małżonków jako przymus podyktowany przez akt małżeństwa. Ubolewali oni nad tą alienacją indywidualnej osoby i starali się to naprawić, początkowo poprzez wyzwoloną miłość, później przez rewolucję społeczną.

## Anarchizm indywidualistyczny i ruch wolnej miłości

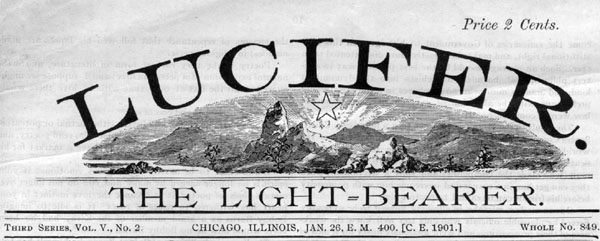
Lucifer the Lightbearer, wpływowe amerykańskie czasopismo ruchu wolnej miłości

Ważnym zagadnieniem dla indywidualistycznego anarchizmu jest wolna miłość. Jej zwolennicy sięgają korzeniami do Josiaha Warrena i eksperymentalnych społeczności, które postrzegały wolność seksualną jako czysty, bezpośredni akt samoposiadania. Wolna miłość szczególnie podkreślała prawa kobiet, gdyż większość praw seksualnych była dyskryminująca dla płci żeńskiej, jak na przykład prawo małżeńskie lub ograniczanie dostępu do antykoncepcji. Najważniejszym amerykańskim czasopismem ruchu wolnej miłości było Lucifer the Lightbearer (1883–1907), redagowane przez Mosesa Hermana i Lois Waisbrooker. Wpływ na rozwój idei miał także magazyn The Word redagowany przez Ezrę i Angelę Heywoodów, wydawany na przestrzeni lat 1872–1890 oraz 1892-1893. Innym ważnym amerykańskim indywidualistą promującym wolną miłość był Marx Edgeworth Lazarus. W Europie głównym propagatorem wolnej miłości był anarchoindywidualista Émile Armand. Proponował on koncept la camaraderie amoureuse, mówiący o wolnej miłości jako o możliwości dobrowolnego stosunku seksualnego pomiędzy osobami dorosłymi wyrażającymi na to zgodę. Armand był także zwolennikiem poliamorii. W kręgu francuskiego indywidualistycznego anarchizmu popularne były także ruchy indywidualistycznego feminizmu reprezentowane przez Marię Küge, Annę Mahé, Rirette Maîtrejean i Sophię Zaïkovską.

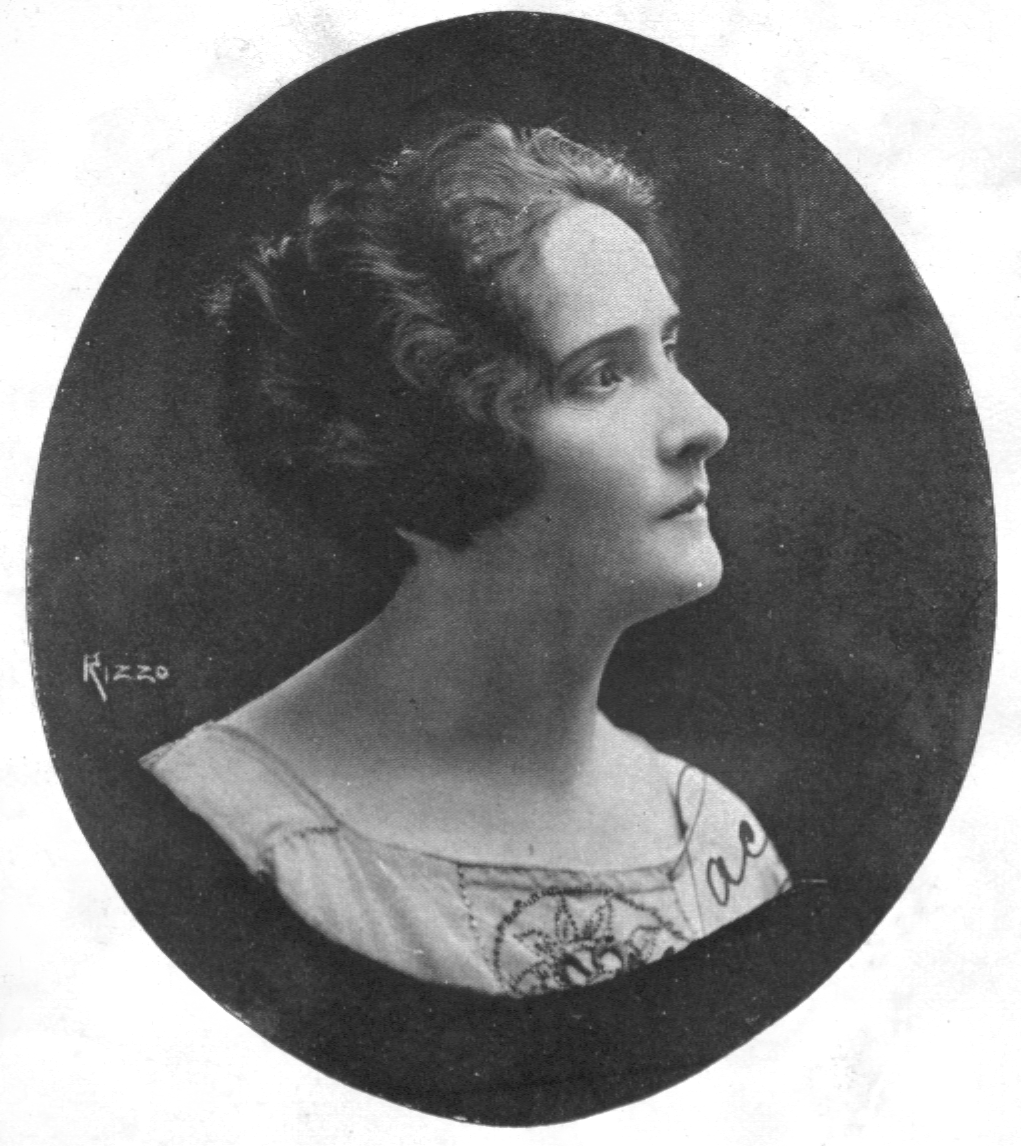
Maria Lacerda de Moura, brazylijska anarchoindywidualistka i feministka

Brazylijska indywidualistyczna anarchistka Maria Lacerda de Moura prowadziła wykłady na tematy takie jak edukacja, prawa kobiet, wolna miłość i antymilitaryzm. Jej pisma i eseje przykuły uwagę środowisk inteligenckich nie tylko w Brazylii, ale także w Argentynie i Urugwaju. W lutym 1923 r. rozpoczęła wydawanie Renascença, czasopisma związanego z anarchistycznymi, progresywnymi i wolnomyślicielskimi kręgami tamtego czasu. Wpływ na jej myśl mieli głównie myśliciele tacy jak Han Ryner i Émile Armand.

## Znane myślicielki

### Voltairine de Cleyre
Voltairine de Cleyre była amerykańską pisarką anarchistyczną i feministką. Była bardzo płodną pisarką i mówczynią, sprzeciwiała się państwu, małżeństwom i dominacji religii w seksualności i życiu kobiet. Swoją karierę jako aktywistka rozpoczęła w ruchach wolnomyślicielskich. Pomimo początkowego pociągu do indywidualistycznego anarchizmu, przechodziła przez fazę mutualizmu do anarchizmu bezprzymiotnikowego.
De Cleyre była koleżanką Emmy Goldman, z którą przyjacielsko spierała się w wielu sprawach. Wiele z jej esejów zostało opublikowanych w Collected Works of Voltairine de Cleyre, wydanych pośmiertnie w 1914 roku przez Mother Earth.
W swoim eseju z 1895 roku, zatytułowanym Sex Slavery, de Cleyre potępia ideały piękna, które skłaniają kobiety do zniekształcania ich ciał oraz praktyki socjalizacji dzieci, które doprowadzają do utworzenia się zniekształconych ról płciowych. Tytuł eseju nawiązuje nie do handlu kobietami w celach prostytucji, pomimo że to także jest jego tematem, a do prawa małżeńskiego, które pozwala mężom gwałcić swoje żony bez konsekwencji. Prawa takie jak to sprawiają, że „każda poślubiona kobieta jest związaną niewolniczką, która przyjmuje imię swojego mistrza, chleb swojego mistrza, spełnia polecenia swojego mistrza i służy pasjom swojego mistrza.”

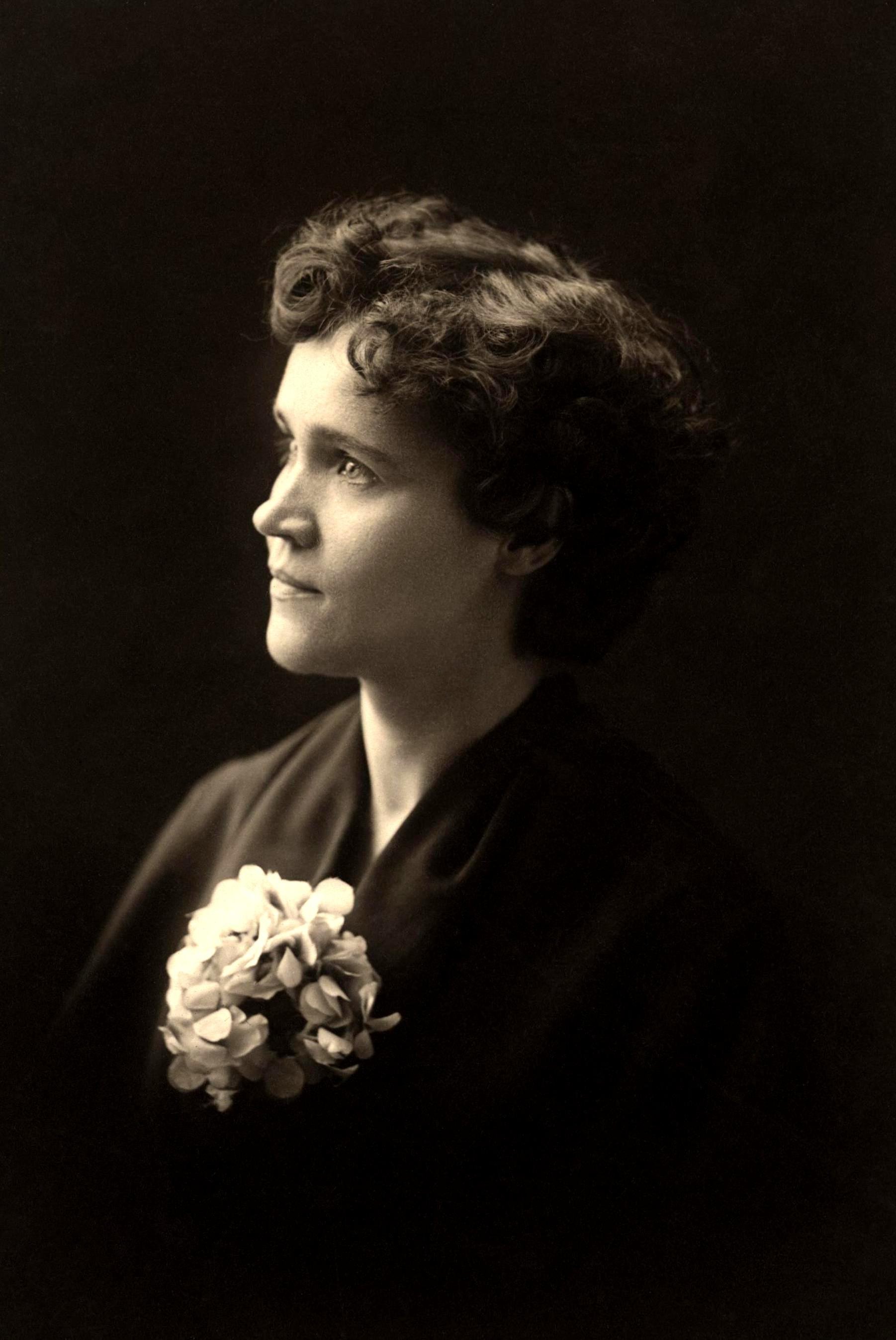
Voltairine de Cleyre

## Charakterystyka
Anarchofeminizm zwraca szczególną uwagę na fakt, iż żadne regulacje prawne nie zastąpią zdobywania przez kobiety niezależności psychicznej. Postuluje pełną wolność psychiczną, społeczną i seksualną obu płci.
Według anarchofeminizmu państwo to forma zinstytucjonalizowanego patriarchatu, jednakże dla anarchofeministek czy anarchofeministów także państwo matriarchalne (dziś żadne państwo na świecie, z przeszłości – ślady matriarchatu można znaleźć np. na Krecie) nie ma racji bytu.
W przeciwieństwie do marksistowskiego feminizmu i feminizmu socjalistycznego, anarcho-feminizm nie musi koniecznie przyjmować historycznego modelu patriarchatu rozpowszechnianego przez Engelsa w książce pt. „Pochodzenie rodziny, własności prywatnej i państwa”. Anarcho-feministki raczej skłaniają się ku temu by ukazywać patriarchat jako komponent i symptom wewnętrznie połączonych systemów ucisku. W takim modelu, trwanie w opozycji do patriarchatu nie jest jedynym środkiem przeciwstawiania się autorytarnym represjom – zamiast tego staje się kluczowym składnikiem ruchu przeciwstawiającego się wszystkim połączonym formom ucisku. Anarchoprymitywiści widzą w tworzeniu ról związanych z płcią i w patriarchacie początek cywilizacji, a zatem uważają prymitywizm za kolejną anarchistyczną szkołę myślenia, która porusza problemy kobiet.
W kręgach anarcho-feministycznych w Stanach Zjednoczonych, slangowe określenie „manarchist” jest czasami używane pejoratywnie, aby opisać anarchistów płci męskiej, którzy są nie zwracają uwagi lub mają stosunek lekceważący względem problemów (anarcho) feminizmu.
Anarchofeministki są też częścią ruchu feministycznego, aczkolwiek krytykują polityczne aspiracje większości feministek.